# Седжано
Седжа̀но (на италиански: Seggiano) е село и община в централна Италия, провинция Гросето, регион Тоскана. Разположено е на 491 m надморска височина. Населението на общината е 1023 души (към 2013 г.).